# Hahnia tatei
Hahnia tatei là một loài nhện trong họ Hahniidae.
Loài này thuộc chi Hahnia. Hahnia tatei được Willis J. Gertsch miêu tả năm 1934.